# Tomasz Topoliński
Tomasz Stefan Topoliński (ur. 6 grudnia 1955 w Bydgoszczy) – polski inżynier, nauczyciel akademicki i profesor nauk technicznych, rektor Uniwersytetu Technologiczno-Przyrodniczy im. Jana i Jędrzeja Śniadeckich w Bydgoszczy w kadencji 2016–2020.

## Życiorys
W 1974 ukończył III Liceum Ogólnokształcące im. Adama Mickiewicza w Bydgoszczy, a w 1979 studia na Akademii Techniczno-Rolniczej w Bydgoszczy. Stopień doktora nauk technicznych w zakresie budowy i eksploatacji maszyn uzyskał w 1986 na Wydziale Oceanotechniki i Okrętownictwa Politechniki Gdańskiej. Na tym samym wydziale habilitował się w 1998 w oparciu o rozprawę zatytułowaną Analiza teoretyczna i badania kumulacji uszkodzeń zmęczeniowych konstrukcyjnych kompozytów polimerowych. 7 października 2010 otrzymał tytuł profesora nauk technicznych.
Od 1979 zawodowo związany z bydgoską uczelnią techniczną (akademią i następnie uniwersytetem), od 2010 na stanowisku profesorskim. Został również profesorem zwyczajnym na Wydziale Lekarskim Uniwersytetu Mikołaja Kopernika w Toruniu, wykładał ponadto w Wyższej Szkole Gospodarki w Bydgoszczy.
Kierował Katedrą Podstaw Inżynierii Mechanicznej i Mechatroniki oraz Fundacją „Rozwój ATR”. Od 1999 do 2002 był prodziekanem ds. nauki Wydziału Mechanicznego ATR, następnie do 2008 w ATR i UTP zajmował stanowisko prorektora ds. organizacji i rozwoju. 1 kwietnia 2016 wybrany na rektora bydgoskiego UTP na czteroletnią kadencję (od 1 września 2016). W czerwcu 2020 bez powodzenia ubiegał się o reelekcję na drugą kadencję.
W pracy naukowej specjalizuje się w zagadnieniach z zakresu biomechaniki, podstaw konstrukcji maszyn, zmęczenia materiałów i konstrukcji. Członek Stowarzyszenia Inżynierów i Techników Mechaników Polskich, Naczelnej Organizacji Technicznej, Bydgoskiego Towarzystwa Naukowego oraz Polskiego Towarzystwa Mechaniki Teoretycznej i Stosowanej.

## Wyróżnienia
W 2019 otrzymał tytuł doktora honoris causa Chmielnickiego Uniwersytetu Narodowego. W 2002 odznaczony Srebrnym Krzyżem Zasługi.